# Свети Атанасий (Агиос Космас, 1500)
Вижте пояснителната страница за други значения на Свети Атанасий.
„Свети Атанасий“ (на гръцки: Αγίου Αθανασίου) е късносредновековна православна църква, разположена в гревенското село Агиос Космас (Чирак), Егейска Македония, Гърция. Църквата е построена около 1500 година като храм на тогавашното село Мелидонища. Представлява малък храм, разположен на 300 метра южно от главната селска църква „Свети Атанасий“. В 2006 година е реставрирана.